# Euploea ainoae
Euploea ainoae är en fjärilsart som beskrevs av Felix Bryk 1937. Euploea ainoae ingår i släktet Euploea och familjen praktfjärilar. Inga underarter finns listade i Catalogue of Life.